# Élections législatives de 1877 dans le Gard
Les élections législatives de 1877 dans le Gard ont eu lieu les 14 octobre et 28 octobre 1877.

## Députés élus
|   | Circonscription | Député élu                |  | Groupe parlementaire |
| - | --------------- | ------------------------- |  | -------------------- |
| 1 | 1re d'Alès      | Eugène Ducamp             |  | Gauche républicaine  |
| 2 | 2e d'Alès       | Camille Mathéi de Valfons |  | Centre constitionnel |
| 3 | 1re de Nîmes    | Ferdinand Boyer           |  | Légitimiste          |
| 4 | 2e de Nîmes     | Victor Bousquet           |  | Union républicaine   |
| 5 | Vigan           | Marcellin Pellet          |  | Union républicaine   |
| 6 | Uzès            | Louis-Numa Baragnon       |  | Légitimiste          |

## Résultats à l'échelle du département
| Partis         | Partis                             | Premier tour | Premier tour | Sièges |
| Partis         | Partis                             | Voix         | %            | Sièges |
| -------------- | ---------------------------------- | ------------ | ------------ | ------ |
|                | Républicains modérés, Républicains | 41 862       | 38,51        | 2      |
|                | Légitimistes                       | 37 169       | 34,20        | 2      |
|                | Républicains radicaux              | 13 520       | 12,44        | 1      |
|                | Constitutionnels                   | 10 471       | 9,58         | 1      |
|                | Bonapartistes                      | 5 568        | 5,12         | 0      |
|                |                                    |              |              |        |
| Inscrits       | Inscrits                           | 131 606      | 100,00       | 6      |
| Votants        | Votants                            | 109 301      | 83,05        |        |
| Abstentions    | Abstentions                        | 22 305       | 16,95        |        |
| Blancs et nuls | Blancs et nuls                     | 607          | 0,56         |        |
| Exprimés       | Exprimés                           | 108 694      | 99,44        |        |

## Résultats par arrondissement

### Arrondissement d'Alès

#### 1recirconscription
| Candidat       | Candidat             | Parti              | Premier tour | Premier tour |
| Candidat       | Candidat             | Parti              | Voix         | %            |
| -------------- | -------------------- | ------------------ | ------------ | ------------ |
|                | Eugène Ducamp        | Républicain modéré | 9 503        | 63,05        |
|                | Camille Teissonnière | Bonapartiste       | 5 568        | 36,95        |
|                |                      |                    |              |              |
| Inscrits       | Inscrits             | Inscrits           | 18 428       | 100,00       |
| Votants        | Votants              | Votants            | 15 169       | 82,31        |
| Abstention     | Abstention           | Abstention         | 3 259        | 17,69        |
| Blancs et nuls | Blancs et nuls       | Blancs et nuls     | 98           | 0,65         |
| Exprimés       | Exprimés             | Exprimés           | 15 071       | 99,35        |

#### 2ecirconscription
| Candidat       | Candidat                  | Parti              | Premier tour | Premier tour |
| Candidat       | Candidat                  | Parti              | Voix         | %            |
| -------------- | ------------------------- | ------------------ | ------------ | ------------ |
|                | Camille Mathéi de Valfons | Constitutionnel    | 10 417       | 62,74        |
|                | Alfred Silhol             | Républicain modéré | 6 187        | 37,26        |
|                |                           |                    |              |              |
| Inscrits       | Inscrits                  | Inscrits           | 19 924       | 100,00       |
| Votants        | Votants                   | Votants            | 16 877       | 84,71        |
| Abstention     | Abstention                | Abstention         | 3 047        | 15,29        |
| Blancs et nuls | Blancs et nuls            | Blancs et nuls     | 273          | 1,62         |
| Exprimés       | Exprimés                  | Exprimés           | 16 604       | 98,38        |

### Arrondissement de Nîmes

#### 1recirconscription
| Candidat       | Candidat        | Parti          | Premier tour | Premier tour |
| Candidat       | Candidat        | Parti          | Voix         | %            |
| -------------- | --------------- | -------------- | ------------ | ------------ |
|                | Ferdinand Boyer | Légitimiste    | 9 061        | 54,96        |
|                | Paul Manse      | Républicain    | 7 427        | 45,04        |
|                |                 |                |              |              |
| Inscrits       | Inscrits        | Inscrits       | 20 904       | 100,00       |
| Votants        | Votants         | Votants        | 16 551       | 79,18        |
| Abstention     | Abstention      | Abstention     | 4 353        | 20,82        |
| Blancs et nuls | Blancs et nuls  | Blancs et nuls | 63           | 0,38         |
| Exprimés       | Exprimés        | Exprimés       | 16 488       | 99,62        |

#### 2ecirconscription
| Candidat       | Candidat        | Parti               | Premier tour | Premier tour |
| Candidat       | Candidat        | Parti               | Voix         | %            |
| -------------- | --------------- | ------------------- | ------------ | ------------ |
|                | Victor Bousquet | Républicain radical | 13 520       | 64,51        |
|                | Henri Portalès  | Légitimiste         | 7 438        | 35,49        |
|                |                 |                     |              |              |
| Inscrits       | Inscrits        | Inscrits            | 26 550       | 100,00       |
| Votants        | Votants         | Votants             | 21 020       | 79,17        |
| Abstention     | Abstention      | Abstention          | 5 530        | 20,83        |
| Blancs et nuls | Blancs et nuls  | Blancs et nuls      | 62           | 0,29         |
| Exprimés       | Exprimés        | Exprimés            | 20 958       | 99,71        |

### Arrondissement d'Uzès
| Candidat       | Candidat               | Parti              | Premier tour | Premier tour |
| Candidat       | Candidat               | Parti              | Voix         | %            |
| -------------- | ---------------------- | ------------------ | ------------ | ------------ |
|                | Louis-Numa Baragnon    | Légitimiste        | 12 408       | 54,50        |
|                | Augustin-Gédéon Mallet | Républicain modéré | 10 202       | 44,81        |
|                | Divers                 |                    | 24           | 0,11         |
|                |                        |                    |              |              |
| Inscrits       | Inscrits               | Inscrits           | 26 786       | 100,00       |
| Votants        | Votants                | Votants            | 22 826       | 85,22        |
| Abstention     | Abstention             | Abstention         | 3 960        | 14,78        |
| Blancs et nuls | Blancs et nuls         | Blancs et nuls     | 58           | 0,25         |
| Exprimés       | Exprimés               | Exprimés           | 22 768       | 99,75        |

L'élection est invalidée par la Chambre le 23 mai 1978. Une élection partielle a lieu.

### Arrondissement du Vigan
| Candidat       | Candidat         | Parti              | Premier tour | Premier tour |
| Candidat       | Candidat         | Parti              | Voix         | %            |
| -------------- | ---------------- | ------------------ | ------------ | ------------ |
|                | Marcellin Pellet | Républicain modéré | 8 543        | 50,84        |
|                | Albert Rivet     | Légitimiste        | 8 262        | 49,16        |
|                |                  |                    |              |              |
| Inscrits       | Inscrits         | Inscrits           | 19 014       | 100,00       |
| Votants        | Votants          | Votants            | 16 858       | 88,66        |
| Abstention     | Abstention       | Abstention         | 2 156        | 11,34        |
| Blancs et nuls | Blancs et nuls   | Blancs et nuls     | 53           | 0,31         |
| Exprimés       | Exprimés         | Exprimés           | 16 805       | 99,69        |